# Когнитивная перегрузка
Когнитивная перегрузка (когнитивный оверло́ад) — это состояние, при котором когнитивные способности человека перегружены избыточным объёмом информации или задач, что существенно снижает производительность и вызывает физическое и психическое истощение. Чрезмерное поступление стимулов приводит к форме неэффективности мозга, при которой человек не способен справляться с когнитивными процессами многозадачности .
Когнитивная перегрузка может быть определена как превышение объёма информации, который требуется удерживать, над объёмом доступных ресурсов рабочей памяти 
Данный термин используется в рамках теории когнитивной нагрузки, которая была представлена Джоном Свеллером в 1988 году . Основополагающая концепция данной теории заключается в том, что успешное усвоение информации студентами возможно лишь в случае, если она не приводит к перегрузке их мозга, учитывая особенности функционирования памяти. В момент обучения (и не только обучения) у человека есть некоторая заданная мощность мозговой активности. Эта мощность распределяется между внутренней, внешней и уместной нагрузками.

## Типы когнитивной нагрузки

### Внутренняя когнитивная нагрузка
Это требования, накладываемые на ученика в процессе усвоения материала, уровень сложности поставленной задачи, которые зависят как от сложности самого изучаемого материала, так и от уровня предварительных знаний индивидуума. Степень сложности темы может сильно варьироваться для новичка и эксперта, что влияет на количество усилий, которые необходимо приложить для усвоения новых знаний.
Как правило, чем сложнее задача - тем больше внутренняя нагрузка, слишком сложная задача вызовет когнитивную перегрузку.

### Внешняя (посторонняя) когнитивная нагрузка
Связана со способом и особенностями предоставления информации. Внешняя нагрузка не затрагивает суть предоставляемого материала, а вовлекает необязательные отвлекающие факторы. Например, слишком сложное объяснение со стороны преподавателя, шум, неструктурированность материала. Также к внешней нагрузке можно отнести лишние умственные усилия, которые приходится прилагать для интерпретации информации, например, при изучении диаграммы без пояснения или при использовании противоречивых или несочетаемых источников информации.
По мнению Майера, посторонняя нагрузка принимает различные формы согласно выведенным им принципам.
- Принцип пространственной смежности подчеркивает, что соответствующие слова и картинки должны быть представлены рядом, а не далеко друг от друга.
- Принцип временной смежности описывает, как соответствующие слова и картинки должны быть представлены одновременно, а не последовательно.
- Принцип связности утверждает, что обучение улучшается, если исключить лишние слова, картинки и звуки.
- Принцип модальности подчеркивает важность распределения информации по модальностям, а не перегрузки одной модальности слишком большим количеством информации (например, разработка аудиовизуальной презентации в противовес только визуальной).

### Уместная (релевантная) когнитивная нагрузка
Включает компоненты, которые помогают ученику обрабатывать информацию и выстраивать когнитивные схемы в памяти. Например, использование алгоритмов в процессе решения математических задач может способствовать уменьшению нагрузки и улучшению запоминания. Организация релевантной нагрузки облегчает восприятие материала и его усвоение.

## Основные положения
Состояние когнитивной перегрузки достигается, когда требуемые ресурсы превышают доступные, при этом чувствительность памяти резко снижаeтся, а время реакции на второстепенные задачи увеличивается. Если всем подпроцессам, участвующим в опосредованной обработке сигналов, выделено достаточно ресурсов, то сигнал будет правильно обработан, однако, если ресурсов недостаточно для того, чтобы обеспечить все подпроцессы, то наступает состояние когнитивной перегрузки, и какой-либо аспект обработки сообщения пострадает.
Когнитивная перегрузка может возникнуть даже при большем автоматическом и/или контролируемом распределении ресурсов, если дополнительных ресурсов все равно недостаточно для обработки возросших требований стимулов . Когда стимулы просты, знакомы или легки, увеличение количества ресурсов, автоматически выделяемых для кодирования, обычно приводит к увеличению памяти для распознавания стимулов. Однако в случае менее знакомых, сложных или более трудных стимулов происходит обратное: хотя увеличение количества вовлеченных в обработку информации структур повышает автоматическое выделение ресурсов для кодирования, это приводит к уменьшению памяти для распознавания сообщений, что свидетельствует о более плохом кодировании сообщения . Это происходит потому, что выделенных ресурсов недостаточно для обработки стимулов, связанных с трудным или незнакомым содержанием и меняющейся структурой.
Если для кодирования доступно меньше, но все же достаточно ресурсов, распознавание будет оставаться стабильным, при этом время реакции на вторичную задачу должно быть медленнее, потому что доступных ресурсов для распределения на вторичную задачу меньше. В случае когнитивной перегрузки ресурсы, необходимые для кодирования сообщения, превышают выделенные ресурсы, поэтому при кодировании мощностей недостаточно, и распознавание страдает.

## Связанные теории

### Теория когнитивной нагрузки Свеллера
Как было сказано выше, термин "когнитивная перегрузка" существует внутри теории когнитивной нагрузки Свеллера, которая в основном фокусируется на распределении ресурсов, связанных с обработкой информации, то есть на приеме входных и выходных информационных ресурсов при решении задач. Суть теории когнитивной нагрузки заключается в том, что объём рабочей памяти человека ограничен. Во всем процессе решения задач общая когнитивная нагрузка должна контролироваться в пределах ограниченного диапазона объёма рабочей памяти, в противном случае эффективность человека, в частности в процессах обучения, будет ограниченной, а процесс обучения — неэффективным. Разумное распределение информационных ресурсов заключается в том, чтобы в определённой степени снизить нагрузку на его рабочую память.

### Когнитивная теория мультимедийного обучения
Майер и его коллеги предложили когнитивную теорию мультимедийного обучения, в которой визуальная и слуховая информация поступает в модуль рабочей памяти по разным каналам и в основном обрабатывается там . Рабочая память рассматривается как система, которая хранит и обрабатывает информацию, обеспечивая временное пространство и необходимую информацию для вербального понимания, обучения и рассуждения. Однако объём рабочей памяти ограничен и составляет всего 7 ± 2 фрагмента, что может стать узким местом при получении и обработке информации, что напрямую связано с проблемой когнитивной перегрузки.

### Информационная перегрузка
Информационная перегрузка и когнитивная перегрузка - это два разных концепта, хотя иногда они могут быть взаимосвязаны.
Понятие информационной перегрузки дал Элвин Тоффлер в 1970 году. Информационная перегрузка обычно связана с ситуацией, когда человеку предоставляется слишком большое количество информации, что может привести к потере внимания, затруднениям в обработке информации и ухудшению способности принимать решения. Это может произойти из-за постоянного потока информации, который превышает способность человека её обработать или ассимилировать.
Когнитивная перегрузка, в свою очередь, связана с недостаточностью мощности памяти для эффективной обработки всего массива предоставленной информации. В результате возникают затруднения в понимании, запоминании и обработке информации. Есть мнение, что информационная перегрузка - это личное решение человека, связанное с нежеланием в заданный момент времени фокусироваться только на одной задаче.
В корне информационной перегрузки - проблемы со вниманием, в корне когнитивной - проблемы с памятью.

## Факторы, влияющие на когнитивную перегрузку

### Влияние распределения типов нагрузки
Раньше считалось, что все три типа нагрузки (внутренняя, внешняя и уместная) суммируются, тем самым влияя на размер общей когнитивной нагрузки. Но последние исследования показывают, что снижение внешней когнитивной нагрузки может привести к общему снижению когнитивной нагрузки, даже если она заменяется уместной.

### Влияние сложности, ограниченности и бдительности
Было обнаружено, что сложность задач, нехватка времени и бдительность в бо́льшей степени влияют на перегрузку и являются её предикторами.
Согласно исследованию, избыточная сложность задач индуцирует перегрузку рабочей памяти, что проявляется в затруднении человека в удержании и последующем использовании необходимых данных. Предварительное знание материала при этом облегчает процесс решения сложных задач. Ограниченность времени также агрегирует когнитивную перегрузку, ибо она поддерживает условия, стимулирующие срочное принятие решений и оперативное исполнение задач. Когда временные рамки сжаты, человек может испытывать большее давление и трудности в эффективной обработке информации, обусловленные ограниченными запасами временной памяти. В условиях высокого давления времени и высокой сложности задач наблюдается снижение производительности и когнитивной эффективности. Бдительность также оказывает свое воздействие - при исполнении задач в условиях стресса или опасности, внимание часто переключается на поиск угроз или решение связанных с текущим контекстом проблем, что приводит к отклонению от основной задачи и когнитивной перегрузке.

### Распределение входных и выходных данных
Исследователями подчеркивается важность учёта как входных, так и выходных данных информационных ресурсов в процессах обучения, в целях избегания когнитивной перегрузки. Распределение входных данных и выходных информационных ресурсов играет значительную роль в когнитивной перегрузке, так как оно влияет на способность человека  обрабатывать и хранить информацию - для эффективного обучения необходимо избегать как перегрузки на этапе ввода информации, так и перегрузки при её извлечении и использовании для решения проблем. Информацию в таком ключе разделяют на два типа: распределение входных внешних информационных ресурсов и распределение выходных информационных ресурсов, необходимых для решения проблем.
Распределение входных данных, поступающих из внешних информационных ресурсов, подразумевает избирательное и непрерывное преобразование и хранение информации из кратковременной памяти в долговременную в процессе обучения, что обеспечивает эффективное хранение информации в долговременной памяти. Долговременное запоминание достигается посредством построения когнитивных схем, тем самым обеспечивая эффективное распределение информационных ресурсов. Схемы представляют собой структурные блоки знаний, уже существующие в человеческом мозге. Их можно сравнить с обширной библиотечной системой, в которой различные типы книг хранятся в пространстве памяти по категориям. Когда поступает новая информация, она будет размещена или автоматически классифицирована по соответствующим категориям. Когнитивные схемы в рамках данной теории помогают уменьшить когнитивную нагрузку, так как облегчают поиск и использование знаний, когда они требуются для решения задач.
Распределение выходных информационных ресурсов связано с непосредственным процессом решения задач человеком. В этом процессе можно извлекать и всесторонне использовать информационные ресурсы, ранее хранившиеся в долговременной памяти, в соответствии с потребностями конкретных задач. Здесь происходит актуализация данных, установление связей между соответствующими правилами и процедурными нормами, позволяя в полной мере использовать знания человека в данной области для решения текущей проблемы. В этом процессе задействуются когнитивные схемы для быстрого и эффективного решения задач, минимизируя когнитивную нагрузку.
Решение проблем в контексте когнитивной перегрузки связано с использованием ранее усвоенных знаний (распределением выходных информационных ресурсов) и стратегий для решения новых задач. Проблемы здесь разделяются на хорошо и плохо структурированные. Хорошо структурированные проблемы - это проблемы, которые могут быть решены с помощью ранее полученных знаний без их дополнительной переработки и с помощью прямого применения усвоенных правил, они решаются с минимальными затратами когнитивных ресурсов, тогда как плохо структурированные проблемы требуют дополнительных усилий для реорганизации знаний и поиска новых связей. Это означает, что плохо структурированные задачи могут значительно увеличить когнитивную нагрузку.

### Перегрузка в результате обработки информации
Согласно Майеру, когда человек обучается в мультимедийной среде, процесс обработки информации можно разделить на три основные категории: существенная обработка, побочная обработка и репрезентативное удержание. Эти категории соответствуют различным типам когнитивной нагрузки.
1. Когнитивная нагрузка, необходимая для обработки существенной информации: это относится к когнитивной нагрузке, необходимой для осмысления важной информации, такой как отбор, систематизация и интеграция предшествующих знаний в долговременную память. Существенная информация необходима для обучения, поэтому когнитивная нагрузка такого типа неизбежна. Однако, если объём информации в одном или двух каналах слишком велик, может возникнуть когнитивная перегрузка.
2. Когнитивная нагрузка при обработке побочной информации: это когнитивная нагрузка, связанная с осмыслением ненужной информации. Если материал представлен в неопределенной или не относящейся к делу форме, такая нагрузка может быть значительной. Побочная информация "впустую" тратит когнитивные силы, что приводит к трудностям с обработкой информации и снижению эффективности обучения, а также неспособности полностью понять и запомнить материал.
3. Когнитивная нагрузка, связанная с удержанием репрезентации, относится к когнитивным усилиям, необходимым для сохранения мысленного представления в рабочей памяти в течение долгого времени, прежде чем оно будет передано в долговременную память. Если информация, представленная по каналам разных модальностей, является асинхронной или нерелевантной, эта когнитивная нагрузка может значительно возрасти, что так же приведет к когнитивной перегрузке.

Поскольку количество умственной энергии, доступной для когнитивной обработки, ограничено, учащиеся могут легко устать при обучении в состоянии когнитивной перегрузки. Это переутомление может ухудшить их способность активно обрабатывать информацию и понимать материал, что приводит к снижению эффективности обучения. В результате осмысленного обучения может не произойти, и учащиеся могут с трудом удерживать и запоминать информацию.

## Парадокс второстепенных целей
Парадокс второстепенных задач заключается в том, что время реакции на второстепенные задачи может становиться быстрее при решении слишком сложных задач, вызывающих когнитивную перегрузку, несмотря на общее снижение производительности памяти. Это противоречит ожиданиям, что сложные (и более важные) задачи потребляют больше когнитивных ресурсов, оставляя меньше ресурсов для второстепенных задач, что должно приводить к более медленному времени реакции на вторичные задачи .
Обычно, более быстрое время реакции на второстепенные задачи интерпретируется как наличие большого количества свободных ресурсов, но в случае сложной информации быстрое время реакции на вторичные задачи не может свидетельствовать об избытке ресурсов, учитывая сопутствующее снижение эффективности запоминания. Теория ограниченных возможностей предполагает, что это ускорение времени реакции связано с автоматическим переключением когнитивных ресурсов с основной задачи на второстепенную, когда происходит когнитивная перегрузка - когда основная задача становится слишком сложной, ресурсы перераспределяются на более простые и выполнимые задачи. Таким образом, при когнитивной перегрузке ресурсы кодирования перераспределяются от слишком сложной первичной задачи ко вторичной.

## Связанные функциональные структуры
С помощью функциональной спектроскопии ближнего инфракрасного диапазона была выявлена роль префронтальной коры в управлении когнитивной нагрузкой и её негативной активации при избыточной нагрузке. С использованием обобщенной линейной модели и дисперсионного анализа повторных измерений было показано, что префронтальная кора активируется при выполнении рабочих задач умеренной сложности. При увеличении когнитивной нагрузки наблюдается более явная активация лобных долей, но при превышении максимального предела нагрузки и когнитивной перегрузке происходит отрицательная активация префронтальной коры.
При выполнении заданий с слишком высокой нагрузкой активация зон заднелатеральной префронтальной коры и лобно-орбитальной области снижалась, что свидетельствует о торможении в левой задней части дорсальной коры.
Также существует информация о том, что когнитивная перегрузка может негативно влиять на гиппокамп, приводя в долгосрочном периоде к проблемам с памятью и снижению способности к обучению, вызывая уменьшение объёма гиппокампа.

## Роль вспомогательной информации
Вспомогательная информация играет важную роль в предотвращении когнитивной перегрузки во время обучения и выполнения задач, которая может возникнуть при одновременном выполнении основной задачи и изучении новой информации. Согласно теории когнитивной нагрузки, предоставление вспомогательной информации до начала выполнения основной задачи может помочь учащимся создать когнитивные структуры в долговременной памяти, которые могут быть активированы в рабочей памяти и перестроены во время выполнения неповторяющихся аспектов задач (решение проблем, рассуждение, принятие решений) .
Вспомогательная информация объясняет, как организована предметная область, она соединяет уже имеющиеся у учащихся знания с тем, что им нужно знать для успешного выполнения задач, раскрывая структуру предметной области (теорию) и предоставляя систематический подход к её изучению. Поскольку вспомогательная информация обычно обладает высокой интерактивностью элементов, а также её изучение наравне с выполнением учебных задач направлены на формирование знаний, её лучше не представлять одновременно с выполнением задач, так как в таком случае она приведет к когнитивной перегрузке. Вместо этого её следует предоставлять перед началом работы или отдельно от основной задачи. Это позволяет учащимся построить знания в долговременной памяти, которые затем можно активировать в рабочей памяти и адаптировать во время выполнения задачи. Таким образом, активация уже построенных когнитивных структур требует меньше когнитивных ресурсов, чем работа с внешне представленной сложной информацией во время выполнения задачи.
Также важно учитывать, что вспомогательная информация может снизить когнитивную нагрузку, позволяя автоматизировать базовые или критические навыки, что освобождает ресурсы для выполнения более сложных задач.
Эти подходы позволяют оптимизировать использование когнитивных ресурсов и предотвращать перегрузку, что особенно важно при работе с информационно насыщенными и структурно сложными задачами, где риск когнитивной перегрузки высок.

## Способы совладания с когнитивной перегрузкой
Основными методами предотвращения когнитивной перегрузки и эффективной обработки информации является четкое определение учебных целей и развитие умений рефлексии, самоконтроля и саморегуляции.

### Минимизация когнитивной нагрузки при обработке важных данных
1. Эффективное распределение визуальной и аудиальной информации может значительно снизить когнитивную нагрузку. Исследование Олпорта показало, что участники могли распознавать и запоминать небольшое количество слов, если они одновременно заучивали эссе и другие слова на слух. Однако, если бы эти слова были представлены в виде визуальной информации, участники смогли бы вспомнить больше слов[14]. Этот метод позволяет сократить объём информации в одной сенсорной модальности и, следовательно, снизить когнитивную нагрузку учащихся. Доля информации, которую человек получает с помощью различных сенсорных средств, составляет 83,0% от зрения, 11,0% от слуха и 6% от других органов.
2. Организация содержания с учётом предыдущих знаний также способствует снижению когнитивной нагрузки. Эксперты в различных областях эффективнее решают задачи, поскольку их знания лучше организованы в рабочей памяти. Увеличение содержания в одном блоке информации для экспертов не увеличивает нагрузку на рабочую память, в отличие от новичков. Поэтому рекомендуется организовывать содержание, сжимая его в меньшее количество блоков.
3. Применение синтетических методов подачи информации может помочь уменьшить когнитивную нагрузку. Например, видео может содержать слишком большой объём информации, что может привести к перегрузке зрительной модальности. Преобразование части информации в вербальную форму уменьшает когнитивную нагрузку, обеспечивая лучшее усвоение информации.

### Сокращение когнитивной нагрузки при работе со случайной информацией
1. Эффективное отношение к случайной информации - при удалении лишней случайной информации, когнитивная нагрузка уменьшается, что помогает сосредоточиться на основном учебном материале. Исследования показывают, что экранный текст и анимация конкурируют за внимание визуального канала, когда одновременно отображаются текст и анимация[15]. Учащимся легче воспринимать слова и изображения, когда слова представлены только устно.
2. Улучшение функции навигации по материалу. Качественная навигация привлекает внимание к основной информации и её главным взаимосвязям. Маутон и Майер провели эксперименты, сравнивая эффективность обучения[16]. Учащиеся, получившие хорошо структурированный материал, показали лучшие результаты в тесте на перенос знаний. Ключевые моменты могут быть выделены жирным шрифтом, а содержание одного уровня - в едином формате. Кроме того, концептуальные карты могут помочь учащимся лучше организовать информацию, несмотря на небольшую дополнительную нагрузку.

### Уменьшение когнитивной нагрузки при проведении репрезентации
1. Обеспечение согласованности контента в каналах разной модальности. Совмещение визуальной и аудиальной информации может способствовать глубокому пониманию материала. Однако, если информация визуального и звукового каналов не соответствует друг другу, эффективность двухканального обучения может быть ниже, чем при использовании одного канала.
2. Синхронизация контента каналах разной модальности. Когда визуальные элементы представлены одновременно с аудио, информация, поступающая через оба канала, обрабатывается одновременно в рабочей памяти, что помогает снизить когнитивную нагрузку при проведении репрезентации.

## Роль когнитивной перегрузки в повседневной жизни
Когнитивную перегрузку на бытовом уровне можно представить, как нарушение логической цепочки, внезапное прерывание действия, влекущее за собой фрустрацию, отсутствие возможности/желания/сил на продолжение действия. Она часто проявляется в повседневной жизни, когда человек сталкивается с избытком информации или множеством задач, которые нужно выполнить одновременно - люди часто пытаются выполнять несколько задач одновременно, например, работать, проверять электронную почту, общаться по телефону и заниматься домашними делами. Это может привести к перегрузке рабочей памяти, так как мозгу приходится быстро переключаться между задачами, что снижает общую эффективность и качество выполнения каждой из них.
В настоящее время активно рассматривают роль когнитивной перегрузки во взаимодействии человека с интерфейсами - идеально спроектированный сайт или приложение не должны вызывать когнитивную перегрузку при взаимодействии с ними - когда пользователь не понимает суть какой-либо функции или сталкивается с проблемами, это накапливает общую нагрузку, уменьшая релевантную и увеличивая внешнюю. Пользователь активно поглощает новую информацию, делая остановки при возникновении трудностей. При каждой остановке пользователя решается, продолжит он двигаться по приложению, либо начнет искать альтернативы. Многие современные сайты и приложения, несмотря на свой внешний вид и отсутствие значительных проблем для пользователей, далеки от идеала из-за отсутствия визуальной аккуратности и ясности. Пользователи быстро избавляются от продуктов, если у них нет острой необходимости в их знакомстве.
Когнитивная перегрузка в обучении рассматривается в качестве основного примера теории, и является значительным препятствием на пути к эффективному усвоению знаний. Основной её причиной в учебной среде является чрезмерное количество информации, представляемое одновременно - когда учащийся сталкивается с большим объёмом учебного материала, ему становится трудно удерживать все данные в рабочей памяти и интегрировать их с уже имеющимися знаниями, что может привести к фрагментарному усвоению информации и снижению способности к её дальнейшему применению.